# البهول (بكيل المير)

تعديل مصدري - تعديل

البهول هي إحدى قرى عزلة العطن بمديرية بكيل المير التابعة لمحافظة حجة، بلغ تعداد سكانها 57 نسمة حسب تعداد اليمن لعام 2004.